# Hahn (pianofabrikant)
De firma Alb. Hahn Piano’s is een in 1908 opgericht pianobedrijf, gevestigd te Groningen.

## Historie
Na in meerdere gerenommeerde pianofabrieken in Europa zijn leertijd te hebben afgesloten, vestigde Albert (Albertus) Hahn Sr. zich omstreeks 1905 als pianoleverancier, stemmer en reparateur in Groningen. Het eigenlijke bedrijf zelf werd formeel opgericht in 1908, toen Hahn  fuseerde met E.D. Kunst, die als pianopedagoog in Groningen werkte. Geleidelijk vond er een verschuiving plaats van productie van instrumenten naar leverancier van instrumenten. Inmiddels wordt het bedrijf geleid door de derde generatie Hahn. 

### Beginperiode
In 1910 startte de firma een tijdschrift (De Kunstkroniek) dat bedoeld was om concerten aan te kondigen, recensies te publiceren, en artikelen over muziek, componisten en musici uit te brengen. Vanaf 1915 heeft het bedrijf gepoogd ook orchestrions en pianolas op de markt te brengen, doch dit heeft niet lang geduurd. Vanaf 1919 begint een periode waarin de firma zelf piano's begon te produceren, onder de namen Hahn en Kunst.

### Crisis- en oorlogsjaren
In de crisisjaren (rond 1935) werd er vooral als reparateur voor andere pianomerken en -firma's gewerkt en kwam de eigen productie onder vuur.
Dan volgt de Tweede Wereldoorlog, waarin de firma en de familie Hahn een belangrijke rol speelde in het verzet. G. Hahn, Alb. Hahn en G. Oosting (schoonzoon) werden opgepakt en overleefden de oorlog niet. In 1944 werd de fabriek in Vries geconfisqueerd, en de inventaris en archieven vernietigd. G.G. Hahn en J.H. Hahn overleefden ondanks hun arrestaties wel en zetten het bedrijf in 1945 voort.

### Naoorlogse opbloei
De naoorlogse periode stond in het teken van wederopbouw. Er werd in 1966 een contract met Steinway & Sons gesloten om als dealer te mogen werken, en de eigen productie verdween geleidelijk aan steeds meer op de achtergrond om uiteindelijk te stoppen. Wel bleef de revisie- en reparatieafdeling open. 
Diverse verhuizingen van filialen en bijkantoren en -gebouwen vonden plaats, en het bedrijf bouwde een concertzaal. Door het verliezen van het dealerschap van Steinway & Sons en de daarmee gepaarde gevolgen werden diverse ingrepen gedaan in de bedrijfsvoering: in 2002 werden de stemmers en buitendienstmedewerkers uit loondienst geplaatst om als zelfstandige/freelancer voor de firma te blijven werken, en het bedrijf leek zelfs wegens faillissementsdreiging gesloten te worden in 2004, maar een grote opheffingsuitverkoop genereerde voldoende kapitaal voor een doorstart. De bladmuziekafdeling die sinds 1995 bestond, werd in 2007 weer gesloten. Uiteindelijk zou het bedrijf dat al vele locaties had gehad - in zowel de binnenstad van Groningen als buiten de stad - naar industrieterrein 'De Eemspoort' verhuizen om beter bereikbaar te zijn.